# Trossamfund
Trossamfund er religiøse foreninger med dyrkelse af religionen som formål.

## Trossamfund i Danmark
Før 1. januar 1970, hvor den nugældende ægteskabslov trådte i kraft, blev godkendelse givet som en anerkendelse af trossamfundet ved en kongelig resolution. Der er i alt 11 trossamfund, der er anerkendt ved kongelige resolution. Efter 1970 bliver trossamfund ikke betegnet som anerkendte men som godkendte trossamfund.
Sankt Petri tyske menighed i København udgør et særtilfælde, hvor man på en og samme tid er en egen menighed såvel som en del af folkekirken.
Lov nr. 1533 af 19. december 2017 om trossamfund uden for folkekirken trådte i kraft den 1. januar 2018. Med loven ophæves den hidtidige opdeling mellem anerkendte og godkendte trossamfund. Det betyder, at den samlede betegnelse for trossamfund, der har opnået anerkendelse i Danmark fremover vil være 'anerkendte trossamfund'.
Hertil findes der private religiøse organisationer, som hverken betragtes som godkendte eller anerkendte.
Folkekirken, der har 76 procent af befolkningen (tal fra 2017) som medlemmer, er ikke en forening, men snarere en offentlig forvaltning. I modsætning til trossamfundene er folkekirkens ydre forhold reguleret af lovgivning.
Gennem mange år regulerede Kirkeministeriet trossamfundenes forhold i henhold til Grundloven. I november 2007 overtog Familiestyrelsen under Justitsministeriet administrationen af trossamfundene. Den 3. oktober 2011 kom Familiestyrelsen under Social- og Integrationsministeriet. Fra 4. januar 2012 administreres trosamfundene af Ankestyrelsens Familieretsafdeling under Socialministeriet. Det Rådgivende Udvalg vedrørende Trossamfund skal udtale sig, inden Ankestyrelsen kan godkende et trosssamfund. I 2012–2015 hørte trossamfundene således under socialminister Manu Sareen, men den 28. juni 2015 overtog kirkeministeriet igen administrationen af trossamfundene.

## Anerkendte og godkendte trossamfund
I enevældens tid skulle alle borgere i udgangspunktet være medlem af statskirken. Med grundloven af 1849 blev der dog indført religionsfrihed i Danmark, og junigrundloven omtaler specifikt muligheden af at være medlem af "et i Landet anerkjendt Troessamfund". Allerede inden grundloven havde tre trossamfund – Den katolske Kirke, Den Reformerte Kirke og Mosaisk Trossamfund – fået lov til at etablere sig i Fredericia ved kongelig resolution af 1682, og disse blev nu ved kongelig resolution tildelt status af "anerkendt trossamfund". De næste godt hundrede år blev yderligere en række kristne trossamfund anerkendt ved kongelig resolution. Anerkendelse omfatter retten til at udføre retsgyldige vielser, at navngive retsgyldigt og at føre kirkebøger og udstede attester herfra med borgerlig gyldighed. Derudover giver anerkendelse også visse skattefordele. I alt findes der 11 anerkendte trossamfund.
Med tiden blev den meget omfattende anerkendelse ved kongelig resolution dog anset for at være utidssvarende, ikke mindst taget i betragtning at antallet af trossamfund i Danmark var stadigt voksende. Med ægteskabsloven af 4. juni 1969 indførte man i stedet en ny kategori – nemlig trossamfund, der ikke er anerkendte ved kongelig resolution, men som staten administrativt har tildelt vielsesbemyndigelse. Disse er de godkendte trossamfund. Den nye status som godkendt trossamfund medfører ikke ret til at føre kirkebøger og udstede attester, men kun til at foretage retsgyldige vielser og giver derudover også en række skattefordele. I 2011 fandtes der i Danmark 125 godkendte trossamfund med sammenlagt 703 lokale menigheder, idet ét trossamfund kan have mange lokale menigheder.
Herudover findes der religiøse menigheder og trossamfund, som hverken er anerkendte eller godkendte (fx Scientology).
For at en præst kan vie folk krævedes tidligere en godkendelse fra det relevante ministerium – denne godkendelse har som sådan intet med præstens teologi at gøre, men begrundes snarere i at præsten ved vielsen udøver verdslig myndighed.

## Anerkendte trossamfund (anerkendelsesår i parentes)

### Kristnetrossamfund
- Den romersk-katolske kirke (1682)
- Den fransk-reformerte kirke (1682)
- Den tysk-reformerte kirke (1682)
- Den reformerte menighed i Fredericia (1682)
- Metodistkirken (1865)
- Svenska Gustavskyrkan (1913)
- Den russisk-ortodokse kirke (1915)
- Den anglikanske kirke (1948)
- Baptistkirken (1952)
- Kong Haakons kirke (Den norske Sjømannskirken) (1958)

### Andre trossamfund
- Mosaisk trossamfund (1682)

## Godkendte trossamfund og menigheder i Danmark

### Kristnetrossamfund og menigheder
- Citykirken Århus
- Den Katolske Kirke i Danmark
- Den reformerte menighed i Fredericia
- Den franske-reformerte menighed i København
- Den tysk-reformerte menighed i København
- Metodistkirken i Danmark
- Svenska Gustafsförsamlingen i København
- Den ortodokse russiske kirkes menighed i København
- Den til St. Alban's English Church i København hørende menighed
- Baptistkirken i Danmark
- Den norske menighed ved Kong Haakon kirken i København
- Den Apostolske Kirke i Danmark
- Den Nyapostolske Kirke i Danmark
- Det Danske Missionsforbund
- Den evangelisk-lutherske Frikirke
- Frelsens Hær
- Menigheder inden for Pinsebevægelsen
- Syvende Dags Adventistkirken i Danmark (1971)
- The International Church of Copenhagen
- Kristent Center
- Nazaræerens Kirke
- Guds menighed
- Brønshøj Kristne Forsamling
- Kristnastova
- Kristent Centrum
- Mission Danmark
- København Bibeltrænings Center
- Forklarelsens Kirke
- The Brethren
- Den makedonske ortodokse Kirke
- Østens Assyriske Kirke i Danmark
- Troens Ord
- Amager Kristne Center
- Amager Kristne Center
- Kristent Center Herning
- Aalborg Menighedscenter
- Holstebro Frikirke
- Bibel og Missionscentret
- Dansk Teltmissions menighed
- Fonden Guds Verdensvide Kirke
- Den Koptisk-Ortodokse Kirke, St. Marie og St. Markus i Taastrup
- Den koreanske kirke i Danmark
- Menigheden af Kristne I Danmark i Jesu navn
- Livets Kilde
- Frikirken på Havnen
- Kristensamfundet i Danmark
- Den rumænsk-ortodokse menighed i Danmark
- Kristent Fællesskab i Nordsjælland
- Kristent Fællesskab, København
- Bethel Missionary Baptist Church
- City Kirke, Herning
- Kristus Kirken
- Den Serbisk Ortodokse Kirke i Danmark
- Aars Vineyard Christian Fellowship
- København Vineyard Christian Fellowship
- Nexø Frikirke
- Sydfyns Frimenighed
- Den Russiske ortodokse Kirkes menigheder
- International Harvest Christian Center
- Frimenigheden Kilden
- Hillerød Frimenighed
- Københavnerkirken
- Den Armensk Apostolske Kirke
- Inuunerup Nutaap Oqaluffia - Grønlands Frikirke
- Forsamlingen Livdin
- Faderhuset
- Kristen Videnskabs Kirke, The First Church of Christ Scientist

### Trossamfund og menigheder, inspireret af kristendommen
- Jehovas Vidner
- Jesu Kristi Kirke af Sidste Dages Hellige (mormoner)
- Yeshuat Tsion, Den Messianske Synagoge i Danmark

### Jødisketrossamfund og menigheder
- Det Mosaiske Troessamfund
- Machsike Hadas
- Shir Hatzafon - Progressiv Jødedom i Danmark

### Islamiskemenigheder
- Dansk Islamisk Center
- Dansk Islamisk Trossamfund
- Dansk Pakistansk Kulturforening
- Dansk Tyrkisk Islamisk Stiftelse
- Den Islamiske Trossamfund af Bosniakker i Danmark
- Den Islamiske Verdensliga
- Det Albanske Trossamfund i Danmark
- Det Islamiske Forbund i Danmark
- Det Islamiske Trossamfund
- Det Islamiske Trossamfund på Fyn (DIT)
- Foreningen Ahlul Bait i Danmark

- Islams Ahmadiyya Djamâ'at
- Det Islamiske Forbund i Danmark
- Det Islamiske Trossamfund
- Idara Minhaj Ul-Quran
- Det muslimske Kulturcenter
- Den Islamiske Verdensliga
- The Islamic Center for E.C.
- Islamic Center Jaffaria
- Islamic Cultural Center
- Islamisk Center for de Europæiske Lande
- Islamisk Center Vest
- Islamisk Forum
- Islamisk Kultur Center Amager
- Islamisk Kulturel og Studie Institut
- Islams Ahmadiyya Djamâ'at
- Københavns Moske
- Madina-Tul-Ilm Education Center
- Minhaj ul Quran International Denmark
- Muslim Cultural Institute
- Pakistan Islamic Welfare Society
- Shiamuslimsk Trosamfund i Danmark
- Taiba - Islamisk Center og Moské
- Wakf Al Massira, Ringsted Moske
- Århus Islamiske Trossamfund

### Buddhistiskemenigheder
- Karma Kadjy-skolen
- Karmapa-Trust - Sangye Tashi Ling
- Watpa Copenhagen
- Wat Thai Danmark
- Phendeling – Center for Tibetansk Buddhisme
- Tendai

### Hinduistiskeog hinduistisk inspirerede menigheder
- Sikh Foundation, Denmark
- Sathya Sai Baba
- Krishnabevægelse/Iskcon
- Brahma Kumaris Åndelige Verdensuniversitet
- Siri Guru Singh Sabha, Copenhagen
- Danmarks Hindu Kultur Aktivitets Center
- Bharatiya Mandir
- Brande Hindu Menighed

### Øvrige menigheder
- Alevi Forbundet i Danmark
- Baha’i Samfundet
- Forn Sidr – Asa– og Vanetrosamfundet i Danmark
- Den Mandæiske Mandea i Danmark

## Ekstern henvisning
- Kirkeministeriets liste over anerkendte og godkendte trossamfund og menigheder Arkiveret 6. januar 2018 hos  Wayback Machine